# 北区立滝野川第二小学校
北区立滝野川第二小学校（きたくりつ たきのがわだいにしょうがっこう）は、東京都北区滝野川にある、公立の小学校である。

## 沿革
- 1901年12月6日 - 東京府北豊島郡滝野川村立滝野川尋常高等小学校滝野川分教場として開校。
- 1909年7月26日 - 独立して滝野川村立第二尋常小学校となる。
- 1932年10月1日 - 東京市制拡張により東京市滝野川区に編入、1791人の児童を収容。
- 1941年4月 - 国民学校令により、東京市滝野川第二国民学校に改称。
- 1944年
  - 4月 - 校地東隣空地1700坪買収、プール新設。
  - 8月 - 群馬県吾妻郡沢田村四万温泉と中之条町に疎開学寮開設。
- 1945年10月 - 帰京、復帰授業開始。
- 1951年3月 - 校舎改築、校地拡大、講堂新築、校庭整地舗装（1958年1月まで）
- 1952年 - 校歌制定。（作詞・作曲：青柳善吾）[1]
- 1960年7月 - 特殊学級設置。
- 1963年6月 - 文部省算数実験校として研究発表。
- 1968年3月 - 鉄筋校舎完成。
- 1969年3月 - 屋内体育館完成。
- 1972年2月 - 区研究協力校として特殊教育研究発表。
- 1988年
  - 10月 - 校舎大規模改造工事、理科室改造工事。
  - 12月 - 校庭大規模改修工事、放送室新装工事、放送機器充実。
- 1996年4月 - 夜間校庭開放（テニス）開始。
- 1998年10月 - パソコン教室完成。

## 通学区域
- 滝野川1丁目（87～93番）・3丁目（1～23番）・5丁目（1～5番）・6丁目（1～32番・34～44番）・7丁目（25～51番）[2]

## 出身者
- 古舘伊知郎 - フリーアナウンサー、テレビ司会者。フジテレビ系『夜のヒットスタジオDELUXE』司会就任初日（1985年10月2日）の放送で、本校の校歌の演奏に乗せて出迎えられた。
- 菅六郎（すが ろくろう） - 東京ボーイズ のメンバー（三味線担当）。舞台で哀愁ある歌として本校の校歌を披露した。